# پاکل (شازند)
پاکل (شازند)، روستایی از توابع بخش مرکزی شهرستان شازند در استان مرکزی ایران است.
دارای آب و هوای کوهستانی سرد در زمستان و خنک و معتدل در تابستان میباشد.
شغل اکثریت مردم کشاورزی و دامداری می‌باشد.

## جمعیت
این روستا در دهستان آستانه قرار دارد و براساس سرشماری مرکز آمار ایران در سال ۱۳۹۵، جمعیت آن ۴۹۹ نفر (۲۲۴خانوار) بوده‌است.